# Brynamman
Brynamman (velšsky Brynaman) je vesnice ležící na řece Amman ve velšském hrabství Carmarthenshire. Leží u oblasti Black Mountain, které je součástí pohoří Brecon Beacons. Řeka Amman vesnici dělí na dvě části: Upper Brynamman se nachází blíže k Black Mountain (severně od řeky), zatímco Lower Brynamman leží na druhé straně. Brynamman leží 16 mil severně od Swansea.